# クプ・レプブリケ・スルプスケ
クプ・レプブリケ・スルプスケ（Kup Republike Srpske）は、ボスニア・ヘルツェゴビナのスルプスカ共和国で行われるサッカーのカップ戦である。
2001年にスルプスカ共和国のクラブが2000-01シーズンのボスニア・ヘルツェゴビナカップに初参加するまでは、スルプスカ共和国のクラブにとって最高のカップ戦であった。

## 概要
1992年9月5日にスルプスカ共和国サッカー連盟が設立された。同年12月20日、ユーゴスラビア崩壊後にスルプスカ共和国の領土で最初の試合となったスルプスカ共和国とクライナ・セルビア人共和国の試合が行われ、1-1で引き分けた。
スルプスカ共和国サッカー連盟により、スルプスカ共和国で最初のシニアサッカー大会としてクプ・レプブリケ・スルプスケが創立された。最初の1993-94シーズンはクライナから48チーム、ポサヴィナから6チーム、センベリヤとマイェヴィツァ、ビラチュから20チーム、サラエヴォ＝ロマニヤ地方から32チーム、ヘルツェゴヴィナから6チームの合計112チームが参加した。決勝は1994年6月25日にグラズキ・スタディオン・バニャ・ルカで行われ、コザラ・グラディシュカが0-0（PK戦 7-6）でスロガ・ドボイに勝利して初代優勝チームとなった。
1994-95シーズンはプリイェドル地域サッカー連盟から10チーム、バニャ・ルカ地域サッカー連盟から42チーム、ドボイ地域サッカー連盟から18チーム、ビイェリナ地域サッカー連盟から24チーム、イストチノ・サラエヴォ地域サッカー連盟から27チーム、トレビニェ地域サッカー連盟から5チームの合計126チームが参加した。決勝の第1戦はデイトン合意によりボスニア・ヘルツェゴビナ紛争が終結した2日後の1995年12月16日にプリイェドルで行われ、ルダル・プリイェドルとボラツ・バニャ・ルカが2-2で引き分けた。第2戦は同年12月23日にグラズキ・スタディオン・バニャ・ルカで行われ、ボラツ・バニャ・ルカが3-2で勝利して優勝した。当初、第2戦は12月20日に行われる予定であったが、天候不良のために12月23日に延期された。
1995年にカップ戦に続いてリーグ戦のプルヴァ・リーガ・レプブリケ・スルプスケが創立された。
1995-96シーズンの決勝はボラツ・バニャ・ルカが1-2、1-0でイェディンストヴォ・ブルチコに勝利して連覇を達成した。
1996-97シーズンの決勝は1997年6月14日にグラズキ・スタディオン・バニャ・ルカで行われ、スロガ・トルンがプルヴァ・リーガRS得点王に輝いたムラデン・ズゴニャニンの得点により、1-0でサラエヴォ・スルプスコ・サラエヴォに勝利して優勝した。
1997-98シーズンは217チームが参加、決勝は1998年5月20日にグラズキ・スタディオン・バニャ・ルカで行われ、ルダル・ウグリェヴィクが0-0（PK戦 4-2）でボクシト・ミリチに勝利して優勝した。ルダル・ウグリェヴィクはプルヴァ・リーガRSでも優勝し、2冠を達成した最初のチームとなった。ルダル・ウグリェヴィクは1998-99シーズンにも決勝でスロガ・トルンに0-0（PK戦 4-3）で勝利して、連覇を達成した。
1999-2000シーズンの決勝は2000年6月11日に行われ、コザラ・グラディシュカが1-0でスロボダ・ノヴィ・グラードに勝利して通算2回目の優勝を果たした。コザラ・グラディシュカは2000-01シーズンにも2001年6月9日に行われた決勝でボクシト・ミリチに3-0で勝利して連覇を達成、通算3回目の優勝を果たした。
2001年1月31日にスルプスカ共和国からボクシト・ミリチ、オムラディナツAPBバニャ・ルカ、ラドニク・ビイェリナ、コザラ・グラディシュカの4チームが2000-01シーズンのボスニア・ヘルツェゴビナカップに参加することが発表された。スルプスカ共和国とボスニア・ヘルツェゴビナ連邦のクラブが一緒に参加した最初の大会となった。
2017-18シーズンにラドニク・ビイェリナが3連覇を達成して通算6回目の優勝を記録し、ボラツ・バニャ・ルカを抜いて単独最多優勝回数となった。

## 結果
| シーズン | 優勝                   | スコア      | 準優勝                             |
| -------- | ---------------------- | ----------- | ---------------------------------- |
| 1993-94  | コザラ・グラディシュカ | 0-0 (7-6 p) | スロガ・ドボイ                     |
| 1994-95  | ボラツ・バニャ・ルカ   | 2-2, 3-2    | ルダル・プリイェドル               |
| 1995-96  | ボラツ・バニャ・ルカ   | 1-2, 1-0    | イェディンストヴォ・ブルチコ       |
| 1996-97  | スロガ・トルン         | 1-0         | サラエヴォ・スルプスコ・サラエヴォ |
| 1997-98  | ルダル・ウグリェヴィク | 0-0 (4-2 p) | ボクシト・ミリチ                   |
| 1998-99  | ルダル・ウグリェヴィク | 0-0 (4-3 p) | スロガ・トルン                     |
| 1999-00  | コザラ・グラディシュカ | 1-0         | スロボダ・ノヴィ・グラード         |

| - 2000-01 コザラ・グラディシュカ - 2001-02 レオタル・トレビニェ - 2002-03 イェディンストヴォ・ブルチコ - 2003-04 レオタル・トレビニェ - 2004-05 イェディンストヴォ・ブルチコ - 2005-06 スラビア・スルプスコ・サラエヴォ - 2006-07 モドリチャ・マクシマ - 2007-08 スラビア・スルプスコ・サラエヴォ - 2008-09 ボラツ・バニャ・ルカ - 2009-10 ラドニク・ビイェリナ - 2010-11 ボラツ・バニャ・ルカ | - 2011-12 ボラツ・バニャ・ルカ - 2012-13 ラドニク・ビイェリナ - 2013-14 ラドニク・ビイェリナ - 2014-15 ルダル・プリイェドル - 2015-16 ラドニク・ビイェリナ - 2016-17 ラドニク・ビイェリナ - 2017-18 ラドニク・ビイェリナ - 2018-19 ラドニク・ビイェリナ - 2019-20 新型コロナウイルス感染症で中止 - 2020-21 レオタル・トレビニェ - 2021-22 |  |

## クラブ別優勝回数
| クラブ                       | 優勝 | 優勝年度                                 | 準優勝 | 準優勝年度             |
| ---------------------------- | ---- | ---------------------------------------- | ------ | ---------------------- |
| ラドニク・ビイェリナ         | 7    | 2010, 2013, 2014, 2016, 2017, 2018, 2019 | 3      | 2007, 2009, 2011       |
| ボラツ                       | 5    | 1995, 1996, 2009, 2011, 2012             | 2      | 2008, 2013             |
| コザラ                       | 3    | 1994, 2000, 2001                         | 2      | 2002, 2010             |
| レオタル                     | 3    | 2002, 2004, 2021                         | 1      | 2017                   |
| イェディンストヴォ・ブルチコ | 2    | 2003, 2005                               | 1      | 1996                   |
| ルダル・ウグリェヴィク       | 2    | 1998, 1999                               | —      | —                      |
| スラビア                     | 2    | 2006, 2008                               | —      | —                      |
| ルダル・プリイェドル         | 1    | 2015                                     | 3      | 1995, 2006, 2014       |
| モドリチャ                   | 1    | 2007                                     | 2      | 2003, 2004             |
| スロガ・トルン               | 1    | 1997                                     | 1      | 1999                   |
| クルパ                       | —    | —                                        | 4      | 2015, 2018, 2019, 2021 |
| ボクシト・ミリチ             | —    | —                                        | 2      | 1998, 2001             |
| スロガ・ドボイ               | —    | —                                        | 2      | 1994, 2005             |
| スロボダ・ノヴィ・グラード   | —    | —                                        | 2      | 2000, 2016             |
| ロマニヤ・パレ               | —    | —                                        | 1      | 1997                   |
| スロボダ・ムルコニチ         | —    | —                                        | 1      | 2012                   |